# Tutte le migliori
Tutte le migliori (укр. «Все найкраще») — збірник пісень і альбомів італійських співаків Адріано Челентано і Міни Мадзіні, випущений 1 грудня 2017 року під лейблами «Clan Celentano» і «PDU».

## Про збірник
У листопаді 2016 року під час прес-конференції, де презентували другий спільний альбом Адріано Челентано і Міни Мадзіні «Le migliori», два продюсери проекту, Клаудія Морі та Массіміліано Пані, оголосили про повторний випуск альбому на Різдво 2017 року у вигляді збірника, в одній коробці разом з першим спільним альбомом «Mina Celentano» та їхніми найкращими сольними та спільними хітами. Збірник вийшов 1 грудня 2017 року та посів 3 позицію в італійському чарті. До нього увійшла одна нова пісня «Eva», що вийшла як сингл 10 листопада того ж року.
Збірник вийшов у п'яти версіях: 
1) стандартна комплектація включає в себе 2 CD. До першого диску ввійшли 11 найкращих спільних дуетів Челентано і Міни, до другого диску ввійшли 18 їхніх найкращих сольних хітів. До стандартного видання ввійшла раніше невидана пісня «Eva», яка вийшла 10 листопада 2017 року як сингл. Ця версія доступна також у цифровому форматі.
2) делюкс-видання з 4 CD: до 2 дисків стандартної версії було додано альбоми «Mina Celentano» (1998) і «Le migliori» (2016).
3) версія з 3 LP: на одній платівці — альбом «Le migliori», на двох інших платівках — найкращі сольні хіти співаків.
4) 3 LP, які можна придбати індивідуально, що містять найкращі спільні дуети Челентано і Міни та пісню «Eva», упаковану у прозорий конверт.
5) версія на 6 LP, що містить усі пісні делюкс-видання.

## Трек-лист

### CD 1
Найкрасивіші дуети 
(I più bei duetti)
| #     | Назва                                  | Автор слів             | Автор музики                      | Тривалість |
| ----- | -------------------------------------- | ---------------------- | --------------------------------- | ---------- |
| 1.    | «Eva»                                  | Андреа Джироламо Галло | Луїджі Де Ренцо                   | 5:12       |
| 2.    | «Specchi riflessi»                     | Джованні Донцеллі      | Вінченцо Леомпорро                | 4:57       |
| 3.    | «Amami amami»                          | Ріккардо Сінегалья     | Ідан Райхель                      | 3:18       |
| 4.    | «Acqua e sale»                         | Джованні Донцеллі      | Вінченцо Леомпорро                | 4:40       |
| 5.    | «A un passo da te»                     | Фабіо Ілакуа           | Фабіо Ілакуа                      | 4:31       |
| 6.    | «Brivido felino»                       | Паоло Аудіно           | Стефано Ченчі                     | 3:43       |
| 7.    | «Come un diamante nascosto nella neve» | Марко Бруні            | Марко Бруні                       | 3:46       |
| 8.    | «Sempre sempre sempre»                 | Луїджі Альбертеллі     | Енріко Ріккарді                   | 4:46       |
| 9.    | «È l'amore»                            | Андреа Мінгарді        | Андреа Мінгарді, Мауріціо Тіреллі | 3:39       |
| 10.   | «Sono le tre»                          | Лука Рустічі           | Філіппе Леон                      | 3:47       |
| 11.   | «Che t'aggia di'»                      | Адріано Челентано      | Адріано Челентано                 | 5:08       |
| 47:27 |                                        |                        |                                   |            |

### CD 2
Великі досягнення
(I grandi successi)
| #     | Назва                        | Автор слів                                         | Автор музики                                       | Вокал             | Тривалість |
| ----- | ---------------------------- | -------------------------------------------------- | -------------------------------------------------- | ----------------- | ---------- |
| 1.    | «Volami nel cuore»           | Альберто Теста                                     | Манріко Молоньї, Гуалтьєро Мальгоні                | Міна              | 3:37       |
| 2.    | «L'emozione non ha voce»     | Могол                                              | Джанні Белла                                       | Адріано Челентано | 4:09       |
| 3.    | «Se telefonando»             | Мауріціо Костанцо, Гіго Де Кьяра                   | Енніо Морріконе                                    | Міна              | 2:59       |
| 4.    | «Ti penso e cambia il mondo» | Пачіфіко                                           | Маттео Саджезе, Стівен Ліпсон                      | Адріано Челентано | 4:27       |
| 5.    | «Ancora ancora ancora»       | Крістіано Мальджольйо, Джанп'єтро Фелісатті        | Крістіано Мальджольйо, Джанп'єтро Фелісатті        | Міна              | 4:19       |
| 6.    | «Storia d’amore»             | Лучано Беретта, Адріано Челентано, Мікі Дель Прете | Лучано Беретта, Адріано Челентано, Мікі Дель Прете | Адріано Челентано | 4:54       |
| 7.    | «Grande grande grande»       | Тоні Реніс, Альберто Теста                         | Тоні Реніс, Альберто Теста                         | Міна              | 4:00       |
| 8.    | «Apri il cuore»              | Могол, Кеопе                                       | Джанні Белла, Росаріо Белла                        | Адріано Челентано | 5:20       |
| 9.    | «Questa vita loca»           | Франциско Кеспедес, Крістіано Мальджольйо          | Франциско Кеспедес, Крістіано Мальджольйо          | Міна              | 3:52       |
| 10.   | «Azzurro»                    | Віто Паллавічіні                                   | Паоло Конте, Мікеле Вірано                         | Адріано Челентано | 3:43       |
| 11.   | «Portati via»                | Стефано Борджа                                     | Стефано Борджа                                     | Міна              | 3:57       |
| 12.   | «Il ragazzo della via Gluck» | Лучано Беретта, Мікі Дель Прете                    | Адріано Челентано                                  | Адріано Челентано | 4:14       |
| 13.   | «L'importante è finire»      | Крістіано Мальджольйо, Альберто Анеллі             | Крістіано Мальджольйо, Альберто Анеллі             | Міна              | 3:22       |
| 14.   | «Prisencolinensinainciusol»  | Адріано Челентано                                  | Адріано Челентано                                  | Адріано Челентано | 4:09       |
| 15.   | «Fosse vero»                 | Альберто Де Мартіні                                | Массіміліано Пані                                  | Міна              | 4:20       |
| 16.   | «La gonna e l'insalata»      | Адріано Челентано                                  | Адріано Челентано                                  | Адріано Челентано | 5:06       |
| 17.   | «Insieme»                    | Могол                                              | Лучіо Баттісті                                     | Міна              | 4:10       |
| 18.   | «Io sono un uomo libero»     | Івано Фосатті                                      | Івано Фосатті                                      | Адріано Челентано | 5:50       |
| 76:28 |                              |                                                    |                                                    |                   |            |

### CD 3
(делюкс-видання)
Le Migliori
| #     | Назва                                  | Автор                                              | Тривалість |
| ----- | -------------------------------------- | -------------------------------------------------- | ---------- |
| 1.    | «Amami amami»                          | Ріккардо Сінігалья, Ідан Райхель                   | 3:18       |
| 2.    | «E’ l’amore»                           | Андреа Мінгарді, Мауріціо Тіреллі                  | 3:39       |
| 3.    | «Se mi ami davvero»                    | Мондо Марчо                                        | 3:42       |
| 4.    | «Ti lascio amore»                      | Тото Кутуньйо, Маріо Кулотта, Фабріціо Берлінчіоні | 5:13       |
| 5.    | «A un passo da te»                     | Фабіо Ілакуа                                       | 4:31       |
| 6.    | «Non mi ami»                           | Федеріко Спаньйолі                                 | 3:59       |
| 7.    | «Ma che ci faccio qui»                 | П'єтро Палетті                                     | 4:01       |
| 8.    | «Sono le tre»                          | Лука Рустічі, Філіппе Леон                         | 3:47       |
| 9.    | «Il bambino col fucile»                | Франческо Габбані                                  | 2:44       |
| 10.   | «Quando la smetterò»                   | Альдо Донаті, Лоріана Лана                         | 3:57       |
| 11.   | «Come un diamante nascosto sulla neve» | Марко Бруні                                        | 3:46       |
| 12.   | «Prisencolinensinainciusol»            | Адріано Челентано                                  | 4:08       |
| 46:45 |                                        |                                                    |            |

### CD 4
(делюкс-видання)
Mina Celentano
| #     | Назва                    | Автор                                 | Тривалість |
| ----- | ------------------------ | ------------------------------------- | ---------- |
| 1.    | «Acqua e sale»           | Джованні Донцеллі, Вінченцо Леомпорро | 4:42       |
| 2.    | «Brivido felino»         | Стефано Ченчі, Паоло Аудіно           | 3:44       |
| 3.    | «Io non volevo»          | Адріано Челентано                     | 4:08       |
| 4.    | «Specchi riflessi»       | Джованні Донцеллі, Вінченцо Леомпорро | 4:59       |
| 5.    | «Dolce fuoco dell’amore» | Джулія Фасоліно                       | 4:39       |
| 6.    | «Che t’aggia di»         | Адріано Челентано                     | 5:09       |
| 7.    | «Io ho te»               | Джованні Донцеллі, Вінченцо Леомпорро | 4:54       |
| 8.    | «Dolly»                  | Адріано Челентано, Марко Ваккаро      | 5:35       |
| 9.    | «Sempre sempre sempre»   | Луїджи Албертеллі, Енріко Ріккарді    | 4:46       |
| 10.   | «Messaggio d’amore»      | Массімільяно Пані                     | 2:36       |
| 45:12 |                          |                                       |            |

## Видання
| Назва                                                             | Лейбл                           | Номер                  | Країна | Рік  |
| ----------------------------------------------------------------- | ------------------------------- | ---------------------- | ------ | ---- |
| Tutte Le Migliori (2xCD, Comp)                                    | Clan Celentano, PDU             | CLN 2119               | Італія | 2017 |
| Tutte Le Migliori (Box, Comp, Ltd, Num + 5xLP)                    | Clan Celentano, PDU             | CLN 2125               | Італія | 2017 |
| Tutte Le Migliori (2xCD, Comp + 2xCD, Album, RE + Box, Comp, Dlx) | Clan Celentano, PDU             | CLN 2120               | Італія | 2017 |
| Tutte Le Migliori (LP, Comp, Ltd, Num, Pic)                       | Clan Celentano, PDU             | CLN 2123               | Італія | 2017 |
| Tutte Le Migliori (LP, Comp, Ltd, Num, Pic)                       | Clan Celentano, PDU             | CLN 2122               | Італія | 2017 |
| Tutte Le Migliori (LP, Comp, Ltd, Num, Pic)                       | Clan Celentano, PDU, Sony Music | CLN 2124, 889854999201 | Італія | 2017 |